# Thaba-Tseka

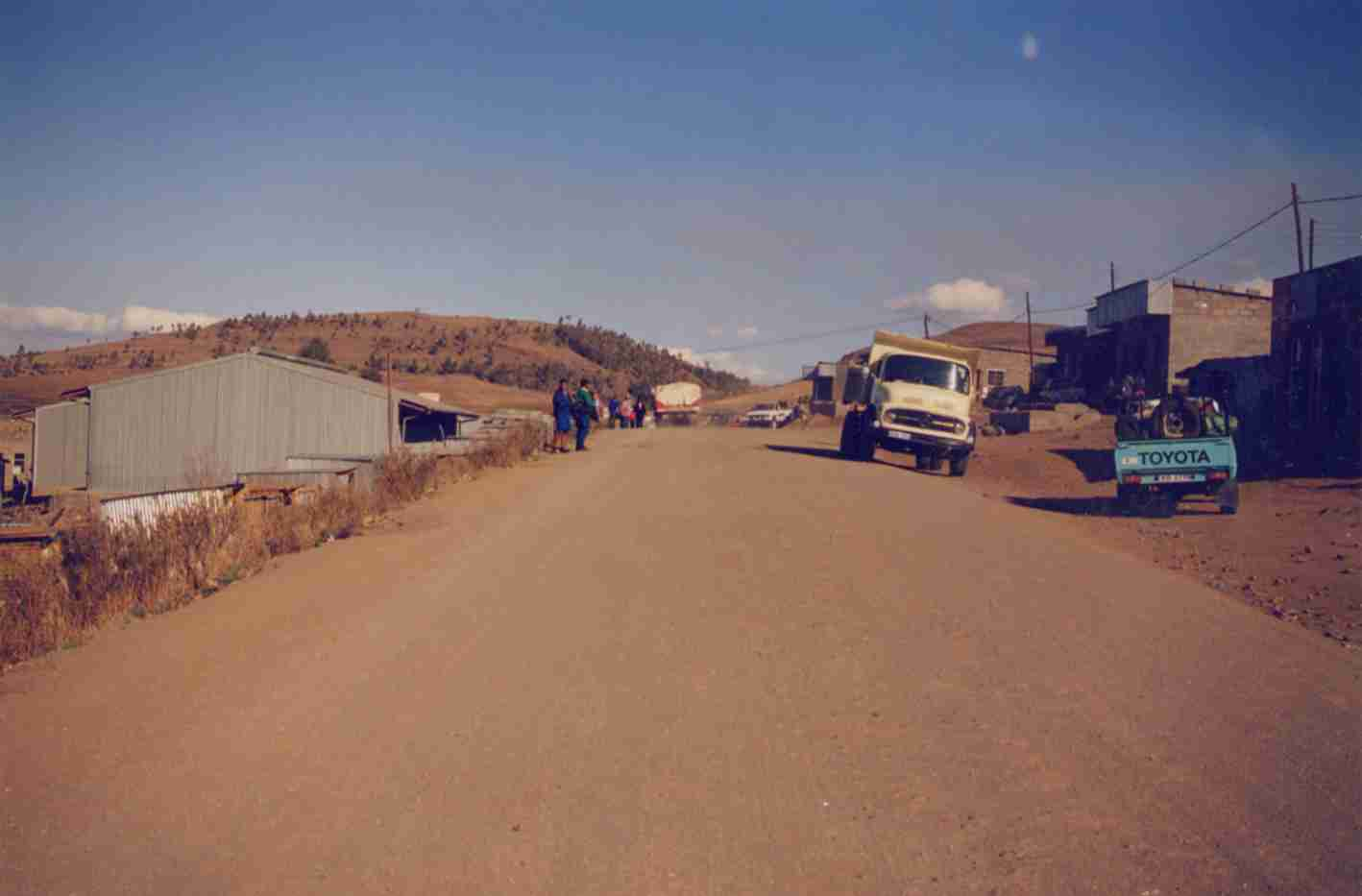
Hauptstraße von Thaba-Tseka

Thaba-Tseka ist der Hauptort des gleichnamigen Distrikts in der Central Range (deutsch: Mittleren Gebirgskette) von Lesotho. Der Ort ist eine Streusiedlung. Im Jahr 2016 hatte Thaba-Tseka 15.248 Einwohner.

## Infrastruktur
Neben verschiedenen staatlichen Gebäuden gibt es in Thaba-Tseka Einkaufsmöglichkeiten, eine Bank und ein Postamt, verschiedene Institutionen von Hilfsorganisationen und ein Krankenhaus. Seit dem Bau großer Staudämme bei Katse und Mohale hat sich die Verkehrserschließung des auf 2200 Meter Höhe liegenden Ortes stark verbessert.